# 布兰科·佩科维奇
布兰科·佩科维奇（羅馬化：Branko Peković，1979年5月7日—），塞尔维亚、哈萨克斯坦男子水球运动员。他曾代表塞尔维亚给IP靠滴哦参加2008年夏季奥林匹克运动会水球比赛，获得一枚铜牌。